# Ernst Winkler (Geograph)

Ernst Winkler (ca. 1960)

Ernst Winkler (* 11. April 1907 in Dietlikon; † 28. Februar 1987 in Zürich; heimatberechtigt in Wangen-Brüttisellen und ab 1980 in Zürich) war ein Schweizer Geograph und Hochschullehrer.

## Leben
Ernst Winkler war Sohn des Landwirts Ernst und der Maria, geborene Spaltenstein. Von 1926 bis 1931 studierte er Geografie an der Universität Zürich. Er schloss 1935 sein Doktorat ab, nebst welchem er einer Lehrtätigkeit an diversen Mittelschulen nachging. Anschliessend war er Assistent an der Universität und ETH Zürich, bis er 1945 habilitierte. Winkler heiratete 1937 Berta Zettl, Tochter des Joseph, und 1975 in zweiter Ehe Margaritha Selina Lienert, Tochter des Karl.

## Schaffen
Winkler prägte die Anfänge der Raumplanung in der Schweiz dank seiner zahlreichen Veröffentlichungen, seines Unterrichts und seines internationalen Rufs. Beispielsweise war er ab 1943 Leiter der Zentralstelle für Landesplanung. Weiterhin arbeitete er von 1946 bis 1966 als Redaktor der Zeitschriften Geographica Helvetica und Plan.
Seine Laufbahn an der ETH Zürich begann Winkler 1945 als Privatdozent. Es folgten 1955 eine Titularprofessur, 1960 eine ausserordentliche und von 1970 bis 1977 eine ordentliche Professur für Landesplanung und Kulturgeographie. Zudem war Winkler von 1961 bis 1968 stellvertretender Direktor des neu gegründeten Instituts für Orts-, Regional- und Landesplanung der ETH Zürich.
Winklers Nachlass befindet sich im Hochschularchiv der ETH Zürich.